# Piedmont (Missouri)
Piedmont is een plaats (city) in de Amerikaanse staat Missouri, en valt bestuurlijk gezien onder Wayne County.

## Demografie
Bij de volkstelling in 2000 werd het aantal inwoners vastgesteld op 1992.
In 2006 is het aantal inwoners door het United States Census Bureau geschat op 1958, een daling van 34 (-1,7%).

## Geografie
Volgens het United States Census Bureau beslaat de plaats een oppervlakte van
5,4 km², geheel bestaande uit land. Piedmont ligt op ongeveer 152 m boven zeeniveau.

## Plaatsen in de nabije omgeving
De onderstaande figuur toont nabijgelegen plaatsen in een straal van 24 km rond Piedmont.